# Molloy
Molloy és una novel·la de Samuel Beckett escrita en francès i publicada el 1951. Forma part d'una trilogia temàtica juntament amb Malone Meurt (o Malone mor) i L'innommable (o L'innominable).

## Argument
L'obra està dividida en dues parts, monòlegs de dos personatges diferents: Molloy i Moran. Molloy és un rodamón coix que passeja per la seva comarca natal fins que cau malalt i espera la mort a casa de la seva mare, a qui volia visitar per arreglar definitivament les seves relacions. Moran és un detectiu encarregat de buscar Molloy acompanyat del seu fill però que perd la raó per un assassinat que es veu obligat a cometre.

## Anàlisi
Hi ha una certa ambigüitat sobre si Molloy i Moran són en realitat la mateixa persona, ja que el tema de la identitat és una de les qüestions cabdals de la novel·la. Sembla, per certs indicis, que Moran hauria esdevingut Molloy, perquè tots dos escriuen les seves memòries i actuen seguint el dictat d'una veu interior, tots dos acaben amb crosses, en bicicleta i malalts i la casa esdevé punt de partida i arribada dels seus respectius viatges. La confusió, però, roman sense resoldre, ja que l'estil no és idèntic i hi ha elements de la trama, com el fill, que semblen allunyar les dues històries.
Els protagonistes fan diverses al·lusions a La Divina Comèdia, insinuant que la vida és un infern, percepció compartida per l'autor i motivada per l'horror de la Segona Guerra Mundial. Altres trets deixen palesa la influència d'aquesta guerra, com ara els dubtes sobre allò que és real i allò que no, la poca vàlua atorgada a la vida i la individualitat o el desig de parlar com a únic mitjà per assegurar la pròpia identitat.
El monòleg interior salta deliberadament de tema en tema, seguint el curs del pensament del personatge i fixant-se en detalls superflus, recordant esdeveniments del passat barrejats amb la història que intenta narrar-se, segons la influència de Proust. La mort és vista com a alliberadora però la seva proximitat fa urgent el dictat del relat. Aquest relat sembla estar dirigit a una persona externa, potser la pròpia veu interior, però es narra a contracor. Si s'accepta que la veu interior i la persona que exigeix la història són la mateixa, en realitat tota la novel·la és un diàleg amb el propi inconscient i els dos personatges són dos vessants diferents del jo, un jo oposat al de Descartes